# Kość

Przekrój przez kość (w okolicy nasady)

Kość (łac. os, lm ossa; gr. ostéon) – narząd budujący układ kostny. Nauką zajmującą się kośćmi jest osteologia.

## Budowa
Histologicznie kość jest narządem złożonym z wielu różnych tkanek. Głównym składnikiem jest tkanka kostna, ale zawiera ona także tkankę tłuszczową, krwiotwórczą, chrzęstną i inne. Każda kość pokryta jest okostną, a powierzchnie kości przylegające do siebie w obrębie stawu pokrywa chrząstka stawowa. Trzon kości długich, powierzchniowe (korowe) warstwy ich nasad i kości płaskich tworzy istota zbita, zaś nasady kości długich, a także wnętrze kości płaskich, różnokształtnych i krótkich zbudowane są z istoty gąbczastej.

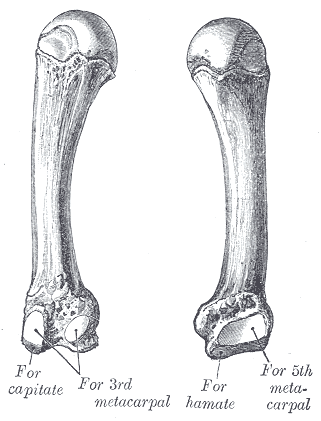
Kość długa – k. śródręcza (łac. os metacarpale)

Ze względu na kształt kości dzieli się na długie, krótkie, płaskie i różnokształtne. Wyróżnia się także kości zawierające przestrzenie wypełnione powietrzem, tak zwane kości pneumatyczne. Szczególny przypadek stanowią kości heterotopowe.
Pełniejszy podział kości, w oparciu o ich rozwój, budowę i czynności, dzieli je na:
- kości rurowate (powstające w wyniku kostnienia chrzęstnego), kości mające kształt rur (długich lub krótkich) zbudowanych z istoty zbitej i gąbczastej, wypełnione są szpikiem kostnym; spełniają funkcję podporową, krwiotwórczą i obronną
- kości gąbczaste (powstające w wyniku kostnienia chrzęstnego), zbudowane są z istoty gąbczastej pokrytej istotą zbitą oraz trzeszczki, dzielą się na długie (m.in. żebra, mostek) i krótkie (m.in. kręgi), pełnią funkcję krwiotwórczą, stanowią miejsce początku i przyczepu mięśni
- kości płaskie (powstają przez kostnienie chrzęstne lub łącznotkankowe), są zbudowane z istoty gąbczastej lub zbitej, pełnią funkcję osłaniającą i krwiotwórczą.

## Rozwój
Kości powstają w procesie kostnienia, który zaczyna się w życiu płodowym, a kończy się po osiągnięciu przez organizm dojrzałości. U człowieka następuje to po 20. roku życia. Kości mają zdolności regeneracyjne, które zmieniają się z wiekiem. U zdrowych, młodych ludzi do 30. roku życia kości są mocne, zawierają dużo składników mineralnych. Wynika to z przeważającej ilości procesów powstawania komórek kostnych (osteoklastów i osteoblastów). Z kolei po 45. roku życia mogą stawać się kruche (dlatego częściej dochodzi do złamań). W tym wieku przeważają procesy wymierania komórek. Ze względu na zakończony proces wzrostu występują trudności w wytworzeniu zrostu z czym np. nie ma problemu u dzieci, kiedy w nasadach kości zachodzi czynny proces wzrostowy.

## Funkcje
Podstawowymi funkcjami kości są:
- ochrona narządów głębiej leżących (czaszka chroni mózg, klatka piersiowa chroni serce i płuca, miednica chroni narządy rozrodcze)
- bierny narząd ruchu – wsparcie dla mięśni – kości kończyn i obręczy: barkowej i miednicznej
- magazyn jonów wapniowych i fosforanowych w ustroju
- pośrednio krwiotwórcza (w kościach znajduje się szpik kostny)[3][4].

## Kościec

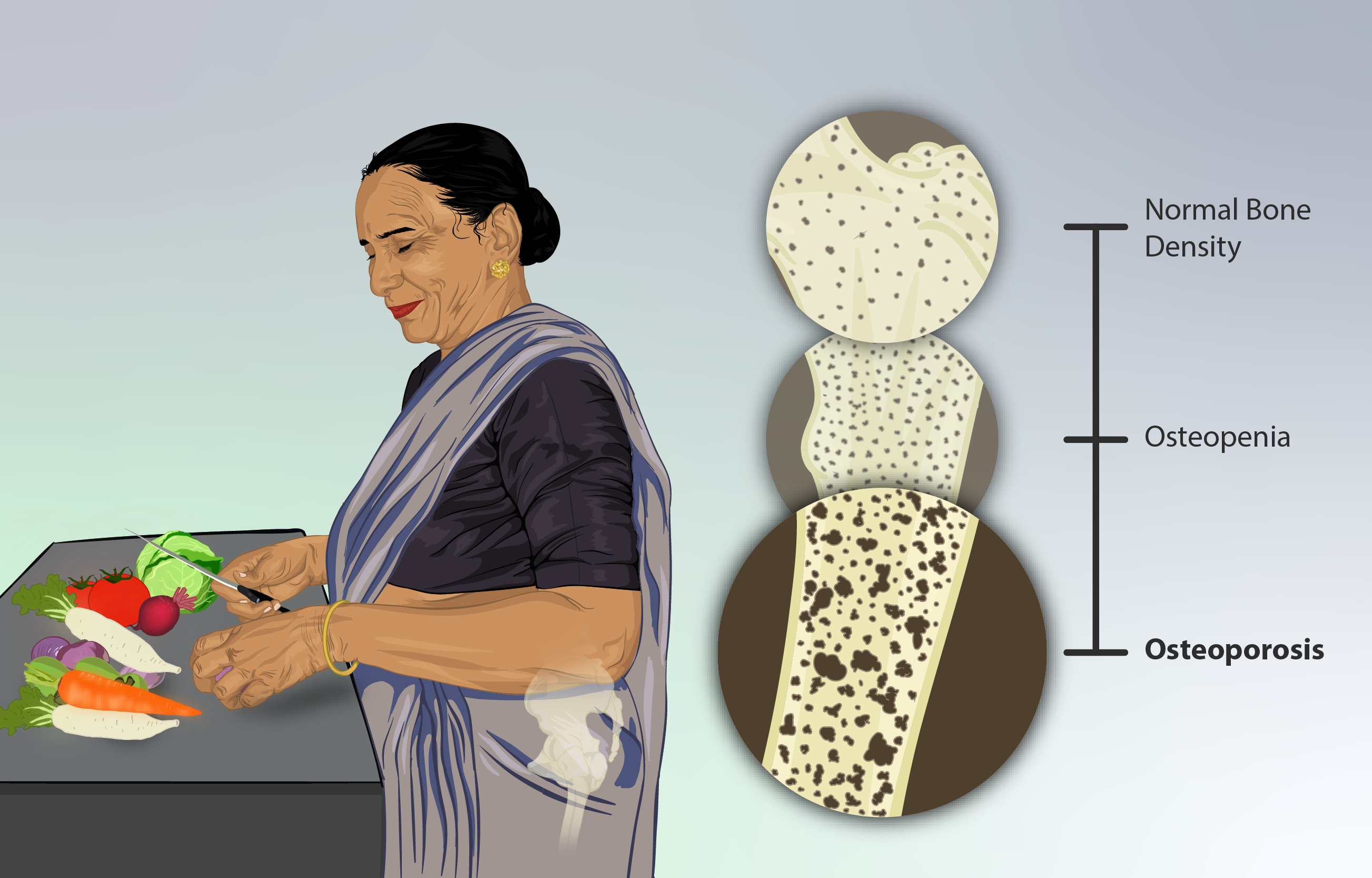
porównanie różnych stanów kości (od góry: kość normalna, osteopenia, osteoporoza)

## Choroby układu kostnego
- krzywica
- osteomalacja
- osteopenia
- osteoporoza
- pęknięcie i złamanie
- wrodzona łamliwość kości
- kostniakomięsak
- chrzęstniakomięsak
- mięsak Ewinga